# Slackintosh
Il s'agit d'une adaptation de la distribution Linux Slackware pour les Macintosh à base de processeur PowerPC d'Apple. La dernière version est la 12.1. La distribution ne semble plus être maintenue depuis 2008.